# Philippe Kervyn de Volkaersbeke

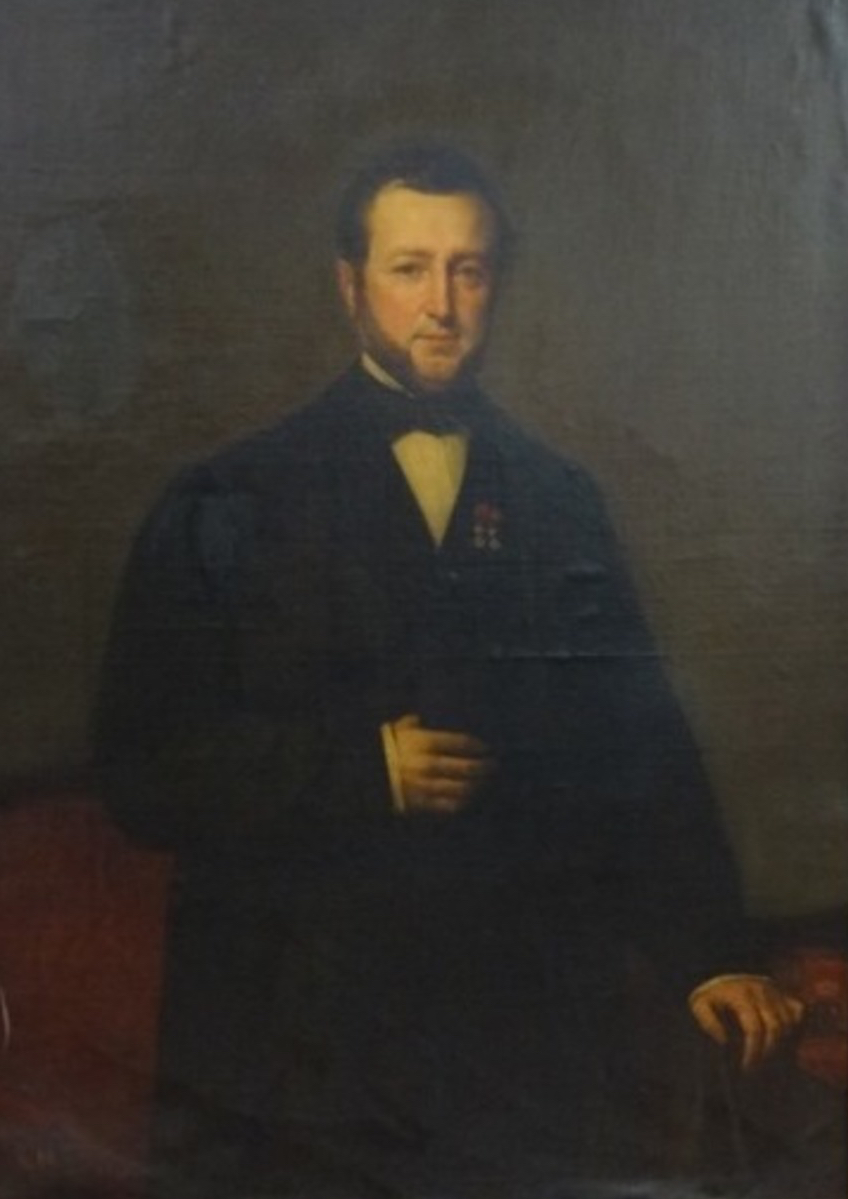

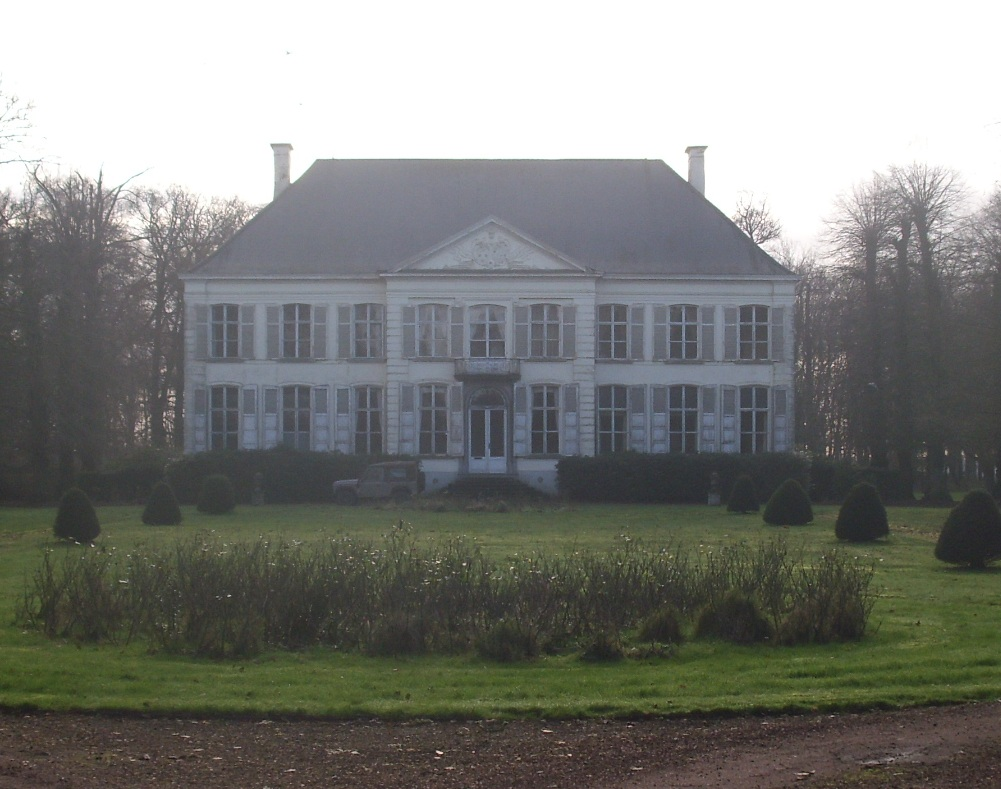
Het kasteel van Nazareth.

Philippe Auguste Christian baron Kervyn de Volkaersbeke (Sint-Niklaas, 19 april 1815 - Nazareth, 15 juli 1881) was een Belgisch historicus en politicus. Hij schreef zijn werken zowel in het Frans als in het Nederlands.

## Levensloop
Kervyn de Volkaersbeke volgde middelbaar onderwijs in Brussel en hoger onderwijs aan de Rijksuniversiteit Gent.
Hij is vooral bekend voor zijn historische, archeologische en genealogische werken met betrekking tot de stad Gent vanaf de 15e eeuw. Zijn aandacht ging vooral naar de 16e eeuw, de godsdienstoorlogen, de historische gebouwen in Gent, Gentse historische figuren en families. Ook was hij werkzaam in het Davidsfonds, het Willemsfonds, De Fonteine en de Maatschappij der Gentsche Bibliophilen en voor de Messager des sciences historiques. Ook steunde hij in 1849 de organisatie van het eerste Nederlandsch Letterkundig Congres.
Bovendien was hij ook politiek actief voor de Katholieke Partij en was in de stad Gent van 1854 tot 1857 gemeenteraadslid en schepen van openbare werken. Hij hield zich als politicus echter voornamelijk bezig met culturele aangelegenheden. Van 1861 tot 1864 en van 1870 tot 1878 was hij tevens voor het arrondissement Gent lid van de Kamer van volksvertegenwoordigers. In 1878 liet hij zich opmerken door te pleiten voor het gebruik van het Nederlands in de Vlaamse gemeentebesturen.
In 1843 huwde Philippe Kervyn de Volkaersbeke de dochter van de kasteelheer en burgemeester van Nazareth Louis Charles Joseph Ghislain van Rockolfing de Nazareth (1773-1860). De familie Rockolfing was door huwelijk en erfenis - eind 16e eeuw - in het bezit gekomen van de heerlijkheid Nazareth. De familie was van Hongaarse origine en bleef heer van Nazareth tot eind 18e eeuw, maar burgemeester tot 1860.
Vanaf 1858 ging Kervyn de Volkaersbeke met zijn familie op het kasteel van Nazareth wonen en werd burgemeester van de gemeente van 1861 tot bij zijn overlijden in 1881. Zowel zijn zonen Ernest (1845-1913) en Alfred (1855-1922) en diens zoon Christian (1877-1931) werden later burgemeester van Nazareth. Het kasteel werd anno 2007 nog immer door een nazaat, Baudoin baron Kervyn de Volkaersbeke (1980) bewoond.
In 1871 verkreeg jonkheer Philippe Kervyn de Volkaersbeke de titel baron, overdraagbaar op al zijn afstammelingen.

## Publicaties

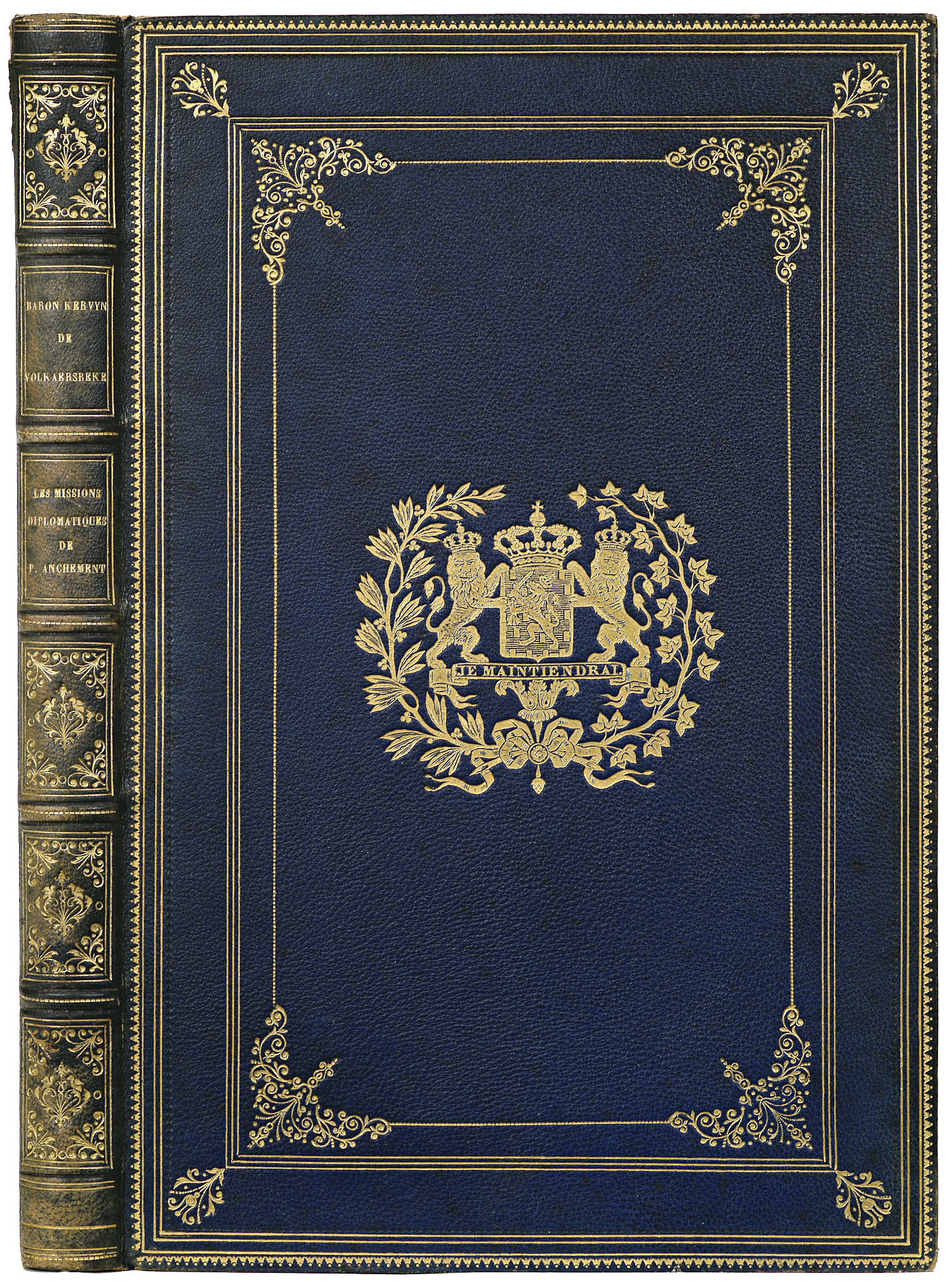
Les missions diplomatiques de Pierre Anchemant (1873)

- Notice sur les principaux Rewaerts et gouverneurs de Flandre - Uitg. Léonard Hebbelynck - Gent (1849)
- Documents historiques inédits concernant les troubles des Pays-Bas de 1577 à 1584 - Uitg. Ferdinand en Eduard Ghyselinck - Gent (1848 en 1849, 2 delen)
- Verslag van ‘t Magistraet van Gent nopens de godsdienstige beroerten aldaer, loopende van den 30 juny 1566 tot den 30 april 1567, gevolgd door talrijke bewijsstukken (1850)
- Joyeuse entrée de l'empereur Maximilien I à Gand, en 1508, Léonard Hebbelynck - Gent (1850)
- Le livre d'or des métiers, Léonard Hebbelynck, Gent (1850)
- Robert Helias D'Huddeghem, Léonard Hebbelynck, Gent (1851)
- Le songe d’un antiquaire, een novelle, Uitg. Isidoor Sebastien van Doosselaere (1816-1883) - Gent (1853)[4]
- Le dernier comte de Thiennes (1855)
- Les Eglises de Gand I, Léonard Hebbelynck - Gent (1857)
- Les Eglises de Gand II, Léonard Hebbelynck - Gent (1858)
- Carrousel en traineau, au XVIe siècle (1858)
- L'adoration des bergers, ivoire italien du XVIe siècle - (1860)
- Les Pourbus, Léonard Hebbelynck - Gent (1870)
- La victoire de Muhlberg, décrite par Charles-Quint et célébrée à Gand en 1547 (1874)
- Histoire généalogique et héraldique de quelques familles de Flandre (1874)
- Une lettre de Victor-Amédée, duc de Savoi, à Innocent XII (1875)
- Une pièce inédite relative à la révolte des Gantois sous Charles-Quint (1878)
- Un service en damassé de Flandre (1878)
- Sobieski Et La Mission De La Pologne - Jan III Sobieski, koning van Polen (1887)
- La lutte de l'Irlande, Société de Saint-Augustin - Rijsel (1890)
- Besloten tijd. Beschrijft de toestanden tijdens de Franse bezetting eind 18e eeuw - Uitg. Alfons Siffer, Gent (1898)
- Contributions de guerre : levées à Nazareth en Flandre, sous Louis XIV

De drukkerij van Léonard Hebbelynck (1808-1874) was gevestigd in de Kammerstraat te Gent. In diezelfde straat was ook de drukkerij van Ferdinand (1794-1866) en Eduard (1803-1877) Ghyselinck gevestigd. Het is niet duidelijk of de auteur zijn werken al dan niet in eigen beheer uitgaf.